# Williamsport Outlaws
Williamsport Outlaws byl profesionální americký klub ledního hokeje, který sídlil v pensylvánském městě Williamsport. Založen byl v roce 2011 pod názvem New Jersey Outlaws, se sídlem ve Waynu ve státě New Jersey. V roce 2012 byl přestěhován do Pensylvánie, kde obdržel název Williamsport Outlaws. V letech 2011–2013 působil v profesionální soutěži Federal Hockey League. Outlaws ve své poslední sezóně v FHL skončily v základní části. Své domácí zápasy odehrával v hale BB&T Ballpark at Historic Bowman Field s kapacitou 2 366 diváků. Klubové barvy byly černá, červená, šedá a bílá.
Jednalo se o vítěze FHL ze sezóny 2011/12.

## Historické názvy
Zdroj: 
- 2011 – New Jersey Outlaws
- 2012 – Williamsport Outlaws
- 2013 – Pennsylvania Outlaws
- 2013 – Pennsylvania Blues

## Úspěchy
- Vítěz FHL ( 1× )
  - 2011/12

## Přehled ligové účasti
Zdroj: 
- 2011–2013: Federal Hockey League